# フレーミングページ
フレーミングページ (Flaming Page) は、カナダで活躍したサラブレッドの競走馬、および繁殖牝馬。競走馬としてクイーンズプレートに優勝したほか、繁殖牝馬としてニジンスキーの母となった。1980年にカナダ競馬殿堂入りを果たしている。

## 経歴
1959年にカナダオンタリオ州にある、エドワード・プランケット・テイラーが所有するウインドフィールズファームで生産された競走馬である。父は1951年カナダ年度代表馬ブルページ、母はメノウ産駒のフレアリングトップであった。
2歳となった1961年に競走馬としてデビューした。2歳時はシェイディウェルステークスで優勝するが、アメリカ合衆国の競走では今一つの戦績にとどまった。
3歳シーズンはケンタッキーオークスを目指してフロリダから始動し、本番のケンタッキーオークスでシケイダを前にして2着に入るものの、同年もアメリカでの成績は芳しくなかった。
しかし、カナダのウッドバイン競馬場に戻って迎えたクイーンズプレートでは快勝、さらにカナダ牝馬の大一番に当たるカナディアンオークスも制し、カナダにおけるクラシック変則二冠を達成した。この年フレーミングページが稼いだ88,075ドルは、同年のカナダ産馬として最高額の総賞金であった。

## 引退後
3歳シーズンの途中で引退し、故郷のウインドフィールズファームにて繁殖牝馬となった。
同牧場の主力種牡馬であったノーザンダンサーと積極的に交配されたが、繁殖牝馬として送り出した仔馬は3頭と少なかった。しかしながら、その少ない産駒のいずれもが勝ちあがりを決めている。
1969年にノーザンダンサーの仔を死産して以降は産駒を出すことがなく、そのまま1975年に繁殖を引退。1984年に死亡した。

### 主な産駒
そのなかでも代表といえる産駒は、1967年に生まれた第3子の牡馬ニジンスキー（父ノーザンダンサー）であった。ニジンスキーは2歳時には5連勝、3歳でもセントレジャーステークスまで無敗でイギリスクラシック三冠を達成した名競走馬であった。また種牡馬としても成功し、現在のニジンスキー系と呼ばれる流れを形成した。
1964年生まれの第1子の牝馬フルール（父ヴィクトリアパーク）は、22戦3勝でステークス競走勝ちもなく、競走成績としては平凡なものであった。しかし繁殖入りして生涯で9頭の産駒を出し、そのうちの4頭がステークス競走で勝ちを挙げている。特に1974年に生まれたザミンストレル（父ノーザンダンサー）はイギリスダービーとアイリッシュダービーで優勝する大活躍を見せ、種牡馬としてもニジンスキーほどではないが成功を収めている。
1968年生まれの第2子の牡馬ミンスキー（父ノーザンダンサー）はアイルランドを中心に競走生活を送った馬で、2歳時にアイルランド最優秀2歳牡馬に選出されている。引退後に日本へと売却され、現地で種牡馬となったが、種牡馬入りして3年目の1976年に急死した。日本で遺した主な産駒に、シルクスキー（京都大賞典など）、ヨシノスキー（中山記念など）などがいる。

## 評価

### 主な勝鞍
※当時はグレード制未導入
1961年（2歳）
シェイディウェルステークス
2着 - プリンセスエリザベスステークス
1962年（3歳）
クイーンズプレート、カナディアンオークス
2着 - ケンタッキーオークス

### 表彰
- 1980年 - カナダ競馬名誉の殿堂により、殿堂馬として選定される。

## 血統表
| フレーミングページの血統（テディ系 / Ultimus 母内5x5=6.25%） | フレーミングページの血統（テディ系 / Ultimus 母内5x5=6.25%） | フレーミングページの血統（テディ系 / Ultimus 母内5x5=6.25%） | （血統表の出典） | （血統表の出典） |
| 父 Bull Page 1947 鹿毛 アメリカ                              | 父の父Bull Lea 1935 青鹿毛 アメリカ                          | Bull Dog                                                     | Teddy            | Teddy            |
| 父 Bull Page 1947 鹿毛 アメリカ                              | 父の父Bull Lea 1935 青鹿毛 アメリカ                          | Bull Dog                                                     | Plucky Liege     |                  |
| 父 Bull Page 1947 鹿毛 アメリカ                              | 父の父Bull Lea 1935 青鹿毛 アメリカ                          | Rose Leaves                                                  | Ballot           | Ballot           |
| 父 Bull Page 1947 鹿毛 アメリカ                              | 父の父Bull Lea 1935 青鹿毛 アメリカ                          | Rose Leaves                                                  | Colonial         |                  |
| 父 Bull Page 1947 鹿毛 アメリカ                              | 父の母Our Page 1940 鹿毛 アメリカ                            | Blue Larkspur                                                | Black Servant    | Black Servant    |
| 父 Bull Page 1947 鹿毛 アメリカ                              | 父の母Our Page 1940 鹿毛 アメリカ                            | Blue Larkspur                                                | Blossom Time     |                  |
| 父 Bull Page 1947 鹿毛 アメリカ                              | 父の母Our Page 1940 鹿毛 アメリカ                            | Occult                                                       | Dis Donc         | Dis Donc         |
| 父 Bull Page 1947 鹿毛 アメリカ                              | 父の母Our Page 1940 鹿毛 アメリカ                            | Occult                                                       | Bonnie Witch     |                  |
| 母 Flaring Top 1947 栗毛 アメリカ                            | 母の父Menow 1935 鹿毛 アメリカ                               | Pharamond                                                    | Phalaris         | Phalaris         |
| 母 Flaring Top 1947 栗毛 アメリカ                            | 母の父Menow 1935 鹿毛 アメリカ                               | Pharamond                                                    | Selene           |                  |
| 母 Flaring Top 1947 栗毛 アメリカ                            | 母の父Menow 1935 鹿毛 アメリカ                               | Alcibiades                                                   | Supremus         | Supremus         |
| 母 Flaring Top 1947 栗毛 アメリカ                            | 母の父Menow 1935 鹿毛 アメリカ                               | Alcibiades                                                   | Regal Roman      |                  |
| 母 Flaring Top 1947 栗毛 アメリカ                            | 母の母Flaming Top 1941 栗毛 アメリカ                         | Omaha                                                        | Gallant Fox      | Gallant Fox      |
| 母 Flaring Top 1947 栗毛 アメリカ                            | 母の母Flaming Top 1941 栗毛 アメリカ                         | Omaha                                                        | Flambino         |                  |
| 母 Flaring Top 1947 栗毛 アメリカ                            | 母の母Flaming Top 1941 栗毛 アメリカ                         | Firetop                                                      | Man O' War       | Man O' War       |
| 母 Flaring Top 1947 栗毛 アメリカ                            | 母の母Flaming Top 1941 栗毛 アメリカ                         | Firetop                                                      | Summit F-No.8-f  |                  |